# Tilacoide

Estructura interna simplificada d'un cloroplast, amb un tilacoide destacat.

Un tilacoide és un sac aplanat, o vesícula, que forma part de l'estructura de la membrana interna del cloroplast; lloc de les reaccions captadores de llum de la fotosíntesi i de la fotofosforilació; les piles de tilacoides formen col·lectivament els grana. Els tilacoides s'apilen com monedes i les piles prenen col·lectivament el nom de grana (plural neutre de granum). El medi que envolta als tilacoides es denomina estroma. En observar l'estructura del cloroplast i comparar-lo amb el del mitocondri, s'evidencia que aquesta té dos sistemes de membrana, delimitant un compartiment intern (matriu) i altre extern, l'espai perimitocondrial; mentre que el cloroplast en té tres, que formen tres compartiments, l'espai periplastidial, l'estroma i l'espai intratilacoidal.